# Jalaun
Jalaun là một thành phố và là nơi đặt ban đô thị (municipal board) của quận Jalaun thuộc bang Uttar Pradesh, Ấn Độ.

## Địa lý
Jalaun có vị trí 26°09′B 79°21′Đ / 26,15°B 79,35°Đ Nó có độ cao trung bình là 144 mét (472 feet).

## Nhân khẩu
Theo điều tra dân số năm 2001 của Ấn Độ, Jalaun có dân số 50.033 người. Phái nam chiếm 53% tổng số dân và phái nữ chiếm 47%. Jalaun có tỷ lệ 64% biết đọc biết viết, cao hơn tỷ lệ trung bình toàn quốc là 59,5%: tỷ lệ cho phái nam là 72%, và tỷ lệ cho phái nữ là 55%. Tại Jalaun, 15% dân số nhỏ hơn 6 tuổi.